# Santrinos Raphaël
 (août 2023).
 (décembre 2021).
Santrinos Raphaël  est un artiste chanteur, auteur-compositeur-interprète togolais évoluant dans l'AfroRnB.

## Biographie

### Enfance et études
Atassé El Pidio Hounou à l'état civil, Santrinos Raphaël est né le 4 mars 1996 à Lomé, au Togo d'un père d'origine béninoise et d'une mère d'origine togolaise. Il est titulaire d'une licence en marketing et communication à l'Ecole Supérieur de Gestion d'Informatique et de Sciences (ESGIS).

### Carrière musicale
Santrinos Raphael a commencé sa carrière musicale en 2012 lorsqu'il était élève au Collège St. Joseph au Togo. Il y découvre sa passion pour la musique et commence à composer ses propres chansons. En 2014, il sort son premier single intitulé "Ton numéro", qui reflète déjà son style distinctif combinant R&B et influences togolaises.
Après avoir acquis de l'expérience dans l'industrie musicale, Santrinos Raphael continue de développer son métier et sort plusieurs singles, dont "Toute la nuit" en janvier 2017 et "Fiançailles" en juillet 2017. Ce dernier single est particulièrement bien accueilli et propulse l'artiste sur le devant de la scène musicale togolaise. Fort de ce succès, il a l'occasion de travailler avec des professionnels de l'industrie, notamment Mansa Groupe, une division du magasin de mode Nouvelle Mode à Lomé.
Sa réputation ne cesse de croître, avec des prestations remarquées lors d'événements tels que Moov Summer Time to Dance et le festival Ateba. En outre, il a eu l'honneur de se produire lors du dîner de prélancement du film de l'acteur hollywoodien Djimon Hounsou à l'2 Février (hôtel).
En 2018, Santrinos Raphael a sorti un nouveau single intitulé "Crois en moi", qui a battu des records de téléchargement au Togo en moins d'une semaine. Sa musique a également été nommée dans plusieurs catégories aux All Music Awards et aux Heroes 228 Awards.
Son premier album "Crois en moi," composé de 18 chansons, a été un succès commercial et son concert au Palais des Congrès en septembre 2018 s'est déroulé à guichets fermés, prouvant sa popularité croissante auprès du public.
En septembre 2021, Santrinos Raphael sort son deuxième album "Coup de cœur", composé de 21 chansons, qui consolide sa réputation d'artiste talentueux et polyvalent.
En avril 2023, Santrinos Raphael participe à la 15ème édition du Festival des musiques urbaines d'Anoumabo (FEMUA), représentant le Togo en tant qu'invité d'honneur.

## Concerts et tournées
Le 25 décembre 2023 Santrinos Rafael donne un concert remarquable au Stade Omnisports de Lomé pour fêter Noël. Devant des milliers de fans enthousiastes, l'artiste prouve une fois de plus son talent et sa popularité indéniable. Les spectateurs ont exprimé leur satisfaction sur les réseaux sociaux, soulignant la qualité et l'énergie de sa prestation.
En octobre 2023 Santrinos Rafael entame sa tournée européenne avec des concerts en Belgique et en Allemagne, et fait ses débuts à Paris le 21 octobre 2023. Le concert a été un grand succès, confirmant l'attrait international de l'artiste et son influence croissante au-delà des frontières du Togo.

## Discographie
- 2018: Crois en moi (Album)[8]
- 2021: Coup de cœur (Album)[9]
- 2024: Belle Vie (Album)[10]

## Distinctions

### Récompenses
- 2022: «Camarades» Tube de l’année aux Heroes
- 2021: Tube de l’année «Maladie d’amour» au All Music Awards 18e édition[11]
- 2021: Meilleur artiste masculin de l’année au All Music Awards 18e édition[12]
- 2021: Album de l’année «Coup de cœur» au All Music Awards 18e édition[11]
- 2021: Tube de l’année aux Heroes «Maladie d’amour»
- 2021: Tube de l’année aux Heroes «Agbeto Ft. Mic Flammez»

### Nominations
- 2020: Meilleure vidéo de l'année aux All Africa Music Awards
- 2020: Meilleure collaboration internationale aux Bénin showbiz awards
- 2020: Meilleur clip vidéo aux Bénin showbiz awards
- 2020: Meilleur nouvel artiste de l'année aux African Talent Awards
- 2020: Meilleure collaboration de l'année  aux African Talent Awards
- 2021: Best video aux Global Music Awards AFRICA
- 2021: Best collaboration  aux Global Music Awards Africa
- 2022: Best newcomer aux All Africa Music Awards
- 2022: Best francopho artist aux African Talent Awards
- 2022: Meilleur artiste ouest-africain aux Primud
- 2023: Meilleur artiste de l'Afrique de l'ouest aux Kundé au Burkina Faso
- 2023: Meilleur artiste de l'Afrique de l'ouest aux Afrima
- 2023: Meilleur artiste ouest-africain aux Primud[13],[14]